# Assemblée des évêques orthodoxes de France
L'Assemblée des évêques orthodoxes de France (AEOF) est l'organe de coordination de l'épiscopat orthodoxe en France,,,.

## Présentation
Elle fut créée en 1997, succédant au Comité interépiscopal orthodoxe de France (qui remontait lui-même à 1967). En 2001, elle patronna la première « Journée de l'Orthodoxie » qui se déroula dans l'enceinte de la Maison de l'Unesco.
L'Assemblée fait partie du Conseil d'Églises chrétiennes en France, organisme œcuménique qui rassemble des Églises de différentes confessions et traditions en France.

## Membres
En 2024, l'Assemblée des évêques orthodoxes de France est composée comme suit.
- Métropolite Dimitrios Ploumis — Métropole orthodoxe grecque de France (Patriarcat œcuménique de Constantinople), président[6] depuis 2022
- Métropolite Ignace Alhochi — Archevêché grec-orthodoxe d'Antioche en Europe Occidentale et Centrale (Patriarcat orthodoxe d'Antioche)
- Métropolite Jean Renneteau de Doubna[7] — Archevêché des églises orthodoxes russes en Europe occidentale (Patriarcat de Moscou et de toute la Russie)
- Métropolite Nestor Sirotenko —  Évêché orthodoxe russe de Chersonèse (Patriarcat de Moscou et de toute la Russie)
- Métropolite Joseph Pop — Métropole d'Europe occidentale et méridionale (Patriarcat de Roumanie)
- Métropolite Abraham Garmelia — Métropole orthodoxe géorgienne d'Europe occidentale (Patriarcat de Géorgie)

- Évêque Justin Jeremic — Évêché serbe
- Évêque auxiliaire Marc Alric — Métropole roumaine
- Évêque auxiliaire Syméon Cossec de Domodedovo — Archevêché russe[8]
- Évêque auxiliaire Élisée Germain de Reoutov — Archevêché russe[9]
- Évêque auxiliaire Nectarie Petre — Métropole roumaine